# Uwe Boll
Uwe Boll (født 22. juni, 1965) er en tysk filmskaber. Han fik sit gennembrud i 2000'erne for sine filmatiseringer af computerspil. Filmene blev udgivet i biografen, men var både kommercielle og kritikermæssige fiaskoer; hans filmatisering Alone in the Dark (2005) bliver betragtet som en af Dårligste film nogensinde. Bolls film i 2000'erne og 2010'erne inkluderer filmatiseringer af computerspil og originale projekter, og de klarede sig marginalt bedre, men størstedelen har stadig fået dårlige anmeldelser.
Boll stoppede som filmskaber i 2016 for at blive restauratør, men i 2020 annoncerede han, at han atter ville vende tilbage til filmen. Hans film bliver finansieret igennem hans produktionsselskab Boll KG og Event Film Productions.

## Filmografi

### Film
| År   | Film                                        | INstruktør | Manuskriptforfatter | Producer | Skuespiller | Noter |
| ---- | ------------------------------------------- | ---------- | ------------------- | -------- | ----------- | --- |
| 1991 | German Fried Movie                          | Ja         | Ja                  | Ja       | Ja          | |
| 1993 | Barschel – Mord in Genf                     | Ja         | Ja                  | Ja       | Nej         | |
| 1994 | Amoklauf                                    | Ja         | Ja                  | Ja       | Ja          | Nomineret til Max Ophüls Award |
| 1997 | Das erste Semester                          | Ja         | Ja                  | Ja       | Nej         | |
| 2000 | Fíaskó                                      | Nej        | Nej                 | Ja       | Nej         | |
| 2000 | Sanctimony                                  | Ja         | Ja                  | Ja       | Nej         | |
| 2001 | Angels Don't Sleep Here                     | Nej        | Nej                 | Ja       | Nej         | |
| 2002 | Blackwoods                                  | Ja         | Ja                  | Nej      | Nej         | |
| 2002 | Heart of America                            | Ja         | Nej                 | Nej      | Nej         | |
| 2003 | House of the Dead                           | Ja         | Nej                 | Ja       | Nej         | |
| 2005 | Alone in the Dark                           | Ja         | Nej                 | Ja       | Nej         | Stinkers Bad Movie Award for Worst Sense of Direction \|Nomineret til Golden Raspberry Award for Worst Director                                                          |
| 2005 | BloodRayne                                  | Ja         | Nej                 | Ja       | Nej         | Stinkers Bad Movie Award for Worst Sense of Direction \|Nomineret til Golden Raspberry Award for Worst Picture \|Nomineret til Golden Raspberry Award for Worst Director |
| 2007 | In the Name of the King                     | Ja         | Nej                 | Ja       | Nej         | Golden Raspberry Award for Worst Director \|Nomineret til Golden Raspberry Award for Worst Picture                                                                       |
| 2007 | They Wait                                   | Nej        | Nej                 | Ja       | Nej         | Nomineret til Leo Award for Best Feature Length Drama |
| 2007 | BloodRayne 2: Deliverance                   | Ja         | Nej                 | Nej      | Nej         | |
| 2007 | Postal                                      | Ja         | Ja                  | Ja       | Ja          | Golden Raspberry Award for Worst Director |
| 2007 | Seed                                        | Ja         | Ja                  | Ja       | Nej         | Best Special Effects at New York City Horror Film Festival |
| 2008 | Tunnel Rats                                 | Ja         | Ja                  | Ja       | Nej         | Golden Raspberry Award for Worst Director |
| 2008 | Alone in the Dark II                        | Nej        | Nej                 | Ja       | Nej         | |
| 2008 | Far Cry                                     | Ja         | Nej                 | Ja       | Nej         | |
| 2009 | Stoic                                       | Ja         | Ja                  | Ja       | Nej         | |
| 2009 | Rampage                                     | Ja         | Ja                  | Ja       | Nej         | |
| 2009 | Darfur                                      | Ja         | Ja                  | Ja       | Nej         | Best international film at New York International Independent Film and Video Festival                                                                                    |
| 2010 | The Final Storm                             | Ja         | Nej                 | Ja       | Nej         | |
| 2010 | Max Schmeling                               | Ja         | Ja                  | Nej      | Ja          | |
| 2011 | Auschwitz                                   | Ja         | Ja                  | Ja       | Ja          | |
| 2011 | Blubberella                                 | Ja         | Ja                  | Ja       | Ja          | |
| 2011 | BloodRayne: The Third Reich                 | Ja         | Nej                 | Ja       | Nej         | |
| 2011 | In the Name of the King 2: Two Worlds       | Ja         | Nej                 | Ja       | Nej         | |
| 2013 | Zombie Massacre                             | Nej        | Nej                 | Ja       | Ja          | |
| 2013 | Assault on Wall Street                      | Ja         | Ja                  | Ja       | Nej         | |
| 2013 | Suddenly                                    | Ja         | Nej                 | Nej      | Nej         | |
| 2013 | The Profane Exhibit (segment "Basement")    | Ja         | Nej                 | Ja       | Nej         | |
| 2014 | Blood Valley: Seed's Revenge                | Nej        | Nej                 | Ja       | Nej         | |
| 2014 | In the Name of the King 3: The Last Mission | Ja         | Nej                 | Ja       | Nej         | |
| 2014 | Rampage: Capital Punishment                 | Ja         | Ja                  | Ja       | Ja          | |
| 2014 | Morning Star Warrior                        | Nej        | Nej                 | Ja       | Nej         | |
| 2015 | Anger of the Dead                           | Nej        | Nej                 | Ja       | Nej         | |
| 2015 | Zombie Massacre 2: Reich of the Dead        | Nej        | Nej                 | Ja       | Nej         | |
| 2016 | Rampage: President Down                     | Ja         | Ja                  | Ja       | Nej         | |
| 2017 | House of Evil                               | Nej        | Nej                 | Ja       | Nej         | |
| 2021 | The Decline                                 | Nej        | Nej                 | Ja       | Nej         | |
| 2021 | Hanau (Deutschland im Winter - Part 1)      | Ja         | Ja                  | Ja       | TBA         | Post-production |
| ?    | Rampage IV: The New Blood                   | Ja         | Ja                  | Ja       | TBA         | In development |

### Musikvideoer
| År   | Titel                 | Kunstner  |
| ---- | --------------------- | --------- |
| 2004 | "Wish I Had an Angel" | Nightwish |